# Тридцать шесть стратагем
«Тридцать шесть стратагем» (кит. трад. 三十六計, упр. 三十六计, пиньинь sān-shí-liù jì) — древнекитайский военный трактат. В более широком смысле, собрание неявных тактических приёмов и система непрямых ходов, используемая для достижения скрытой цели, получения преимущества и перехвата инициативы.
Стратагема (др.-греч. στρατήγημα «военная хитрость») — некий алгоритм поведения, просчитанная последовательность действий, направленных на достижение скрытой цели или на решение какой-либо задачи с обязательным учётом психологии визави, его положения, обстановки и других особенностей ситуации. По-китайски обозначается кит. трад. 計, пиньинь jì, палл. цзи; другие значения «расчёт», «план», «приём», «техника», «уловка».

## История
Из всех имеющихся на настоящий момент источников первое упоминание «Тридцати шести стратагем» встречается в седьмом томе «Биографии Ван Цзинцзэ» (王敬則傳). Ван был генералом, служившим при дворе Гао-ди, первого императора династии Южная Ци (479—502 годы). После восшествия на престол нового императора Мин-ди и казни нескольких высокопоставленных сановников генерал Ван, имея все основания опасаться за свою жизнь, поднял мятеж. Узнав, что крон-принц Сяо Баоцзюань бежал из дворца, как только услышал о мятеже, генерал Ван заметил: «Из тридцати шести тактик Тань-гуна убежать — самая лучшая. Вам обоим, и отцу и сыну, следует безотлагательно бежать» (檀公三十六策，走是上計，汝父子唯應急走耳). Упоминаемый генерал Тань Даоцзи 檀道濟 (династия Лю Сун) в своё время был вынужден отступить после неудавшегося наступления на царство Северное Вэй. Вероятнее всего, генерал Ван, презирая Тань Даоцзи, вспомнил такой способ решения вопроса, как пример трусости.
Согласно нумерологической версии некоторых исследователей число 36 используется генералом Ваном в образном значении и всего лишь описывает «множество, большое количество». Косвенно это подкрепляется тем, что в Книге перемен 6 — число Инь (тёмного женского начала), которое порождает и хитрость, а 36 — это 6², то есть число 36 можно трактовать как «несметное множество хитрости». Таким образом, полагают приверженцы нумерологической версии, генерал не имел в виду конкретные 36 стратагем, а следовательно, собрание настоящих тридцати шести уловок появилось позднее, как буквальное воплощение символизма Ван Цзинцзэ. Более точных данных на настоящий момент не найдено, а данное объяснение остаётся одной из самых распространённых версий.
До второй половины XX века собрание 36 стратагем в его настоящем виде оставалось в Китае неизвестным.
Оригинал рукописи, на которой основаны все современные издания, был обнаружен только в 1939 году в провинции Шэньси. В конце старой книги, рассказывающей о бессмертии, чиновник Гоминьдана обнаружил короткую дописку под названием «Тридцать шесть стратагем. Сокровенная (тайная) книга по военной тактике» (三十六計秘本兵法 Сань-Ши-Лю Цзи Ми-бэнь Бин-фа). Точно определить дату создания этого собрания невозможно. Книгу приблизительно можно отнести к династии Мин, хотя в ней нет указания ни на автора, ни на дату. В 1941 году издатель из Чэнду (Сычуань) перепечатал текст трактата, но общественное внимание текст привлёк только после его публикации в газете Гуанмин Жибао (光明日報) 16 сентября, 1961 года.
Только после окончания «культурной революции» в Китае, а позднее и в соседних странах начали появляться открытые публикации данного текста.
В 1970-х годах одновременно два учёных-синолога, Харро фон Зенгер (нем. Harro von Senger) и Владимир Мясников независимо друг от друга «открыли» китайские стратагемы для западной культуры. Первой европейской статьёй о стратагемах была публикация в газете «Франкфуртер альгемайне цайтунг» от 14 января 1977 года под названием «Использование 36 стратагем для критики „банды четырёх“». Первым исследованием стратагем стало издание того же Харро фон Зенгера «Стратагемы» на немецком языке в 1988 году. Первой книгой о стратагемах на русском был перевод этой, вышедший под названием «Стратагемы. О китайском искусстве жить и выживать».

## Трактат о Тридцати шести стратагемах
Трактат представляет собой список из 36 идиом (всего 138 иероглифов) и коротких пояснений к ним. Комментарий к стратагемам составлен на примерах из китайской Книги перемен и философии легистов.
Основной текст предваряет фраза: «六六三十六，數中有術，術中有數。陰陽變理，機在其中。機不可設，設則不中。» (Шестью шесть равно тридцать шесть. В расчёте — искусность, в искусности — расчёт. Инь и Ян сменяют друг друга, на этом зиждется (военная) хитрость. Необходимую уловку нельзя загодя предугадать, в негибком планировании нет победы.)
Авторство в разное время приписывалось Сунь Цзы (эпоха Весны и Осени) и Чжугэ Ляну (Троецарствие). Большинство современных учёных склоняется к тому, что трактат вышел из устной и письменной традиции и имеет множество вариантов и авторов. Некоторые из стратагем упоминаются уже во времена Сунь Биня (孫臏) (умер в 316 году до н. э.), то есть примерно через 150 лет после смерти полулегендарного Сунь Цзы.
Традиционно 36 стратагем делятся на шесть подгрупп по шесть стратагем в каждой. Однако такое деление условно.

### Стратагемы против более сильного (победителя) (勝戰計)

#### 1. Обмануть небо, чтобы переплыть море (瞞天過海 (пиньинь: mán tiān guò hǎi)
Тот, кто старается всё предвидеть, теряет бдительность.
То, что видишь ото дня в день, не вызывает подозрений.
Ясный день скрывает лучше, чем тёмная ночь.

Всё раскрыть — значит всё утаить.
- Задача: Сокрытие настоящей цели, намерения, направления или пути («переплыть море») в ситуации, когда особенно сложно что-либо скрыть.
- Применение: То, что необходимо спрятать, выдвигается на первый план, однако сопернику одновременно навязывается неверная интерпретация ситуации. Акцент смещается с важного на второстепенное. Например, при контрабанде внимание таможни отвлекается на что-либо потенциально подозрительное, тогда как объектом незаконного перемещения может быть сам контейнер или транспортное средство — например, рама дорогой картины иногда представляет бо́льшую ценность. Для усыпления бдительности используется эффект естественности происходящего, для этого применяется уже имеющийся в сознании оппонента или устанавливается новый стереотип, шаблон или рутина, например, посредством привычных, ожидаемых, однообразных и открытых действий. Иногда шаблон ломается («бегство»), не давая сопернику времени для эффективного противодействия. Настоящая цель оказывается отличной от предполагаемой. («обмануть небо»)
- Важно: Предсказуемость и размеренность, внимание к деталям.
- Необходимо: Время и терпение.

#### 2. ОсадитьВэй, чтобы спасти Чжао (圍魏救趙пиньинь: Wéi Wèi jiù Zhào)
Лучше врагов разделить,
Чем позволять им быть вместе.
Нападай там, где уступают,

Не нападай там, где дают отпор.
- Задача: Принуждение сильного противника к отказу от первоначальной стратегии и перехват инициативы. Избегание прямого столкновения с основными силами объекта на главном направлении. Отвлечение его внимания, ресурсов от неудобного, невыгодного для субъекта направления. Рассеивание, деконцентрация главных сил объекта. («спасти царство Чжао»)
- Применение: Косвенное или прямое давление посредством угрозы удара или реального сконцентрированного удара по слабым сторонам оппонента для вынуждения его к переходу из нападения в оборону, либо в защиту на нескольких направлениях, либо для полного отказа соперника от своих намерений. («осадить столицу царства Вэй») Пример применения: действия Ивана III во время стояния на Угре — посылка диверсионного отряда князя Ноздреватого и крымского царевича Нур-Девлета.
- Важно: Верное определение слабых точек противника, потери которых он не может допустить. Достаточная сила удара по этим пунктам.
- Необходимо: Хорошее знание реального положения дел у оппонента. Наличие ресурсов для удара.

#### 3. Убить чужим ножом (借刀殺人пиньинь: jiè dāo shā rén)
С врагом всё ясно,
А насчёт друга нет уверенности.
Используй друга, чтобы убрать врага,

А сам не применяй силы.
- Задача: Решение субъектом какой-либо задачи, не разглашая и не афишируя собственной вовлечённости. Продвижение собственных интересов посредством или за счёт третьих лиц («убить»). Обеспечение «алиби» или сохранение доброго имени субъекта за счёт других людей или с помощью сложившейся обстановки.
- Применение: Осуществляется через вовлечение в ситуацию и использование посредника (нередко вслепую), либо через умелое манипулирование естественными или созданными обстоятельствами — например, путём распространения слухов для провокации внутренних противоречий в какой-либо сплочённой группе через её же членов. Нередко объект и посредник — одно целое, наносящее таким образом урон самому себе («позаимствовать кинжал»).
- Важно: Обеспечить альтернативное выгодное (позитивное) толкование собственных действий («алиби»).
- Необходимо: Хорошее знание реального положения дел объекта и/или посредника.

#### 4. В покое ожидать утомлённого врага (以逸待勞пиньинь: yǐ yì dài láo)
Силы, связывающие врага,

Проистекают не из открытого противоборства.
- Задача: Изматывание, утомление объекта, либо его поощрение к растрате энергии или выдержки для сохранения собственных ресурсов и сил перед более тесным взаимодействием с ним.
- Применение: Используется в качестве вспомогательной стратагемы, как часть цепи уловок (см. стратагему № 35). Особенно в отношении более сильного объекта, так как «сильного врага следует ослаблять усталостью». Применение не ограничивается явным истощением сил объекта, так как оно также может заключаться в вовлечении объекта в невыгодную для него ситуацию или непривычную обстановку, рассеивании его внимания или деконцентрации сил, вынуждении ждать, затягивании принятия решений, проволочках в связи и т. п.
- Важно: Прилагать все возможные усилия для сохранения в тайне от объекта истинных причин его трудностей. Создание впечатления «естественности» происходящего.
- Необходимо: Время, невозмутимость, выдержка и терпение.

#### 5. Грабить во время пожара (趁火打劫пиньинь: chèn huǒ dǎ jié)
Если враг понёс большой урон,

Воспользуйся случаем — извлеки пользу для себя.
- Задача: Извлечь пользу из бедственного положения или трудностей объекта, воспользоваться его слабым или неудобным состоянием. «Когда враг повержен в хаос, пришло время восторжествовать над ним».
- Применение: Быстро и решительно вмешаться в ситуацию и осуществить собственные задачи. Иногда желателен предлог или альтернативное объяснение собственным действиям, так как поведение «стервятника» чревато серьёзными последствиями в случае неправильных расчётов или неверной оценки положения объекта. При неудаче велик риск общественного порицания и остракизма. Китайская поговорка: 成王敗寇 «В случае успеха — царь, в случае неудачи — разбойник».
- Важно: Чёткий план действий, решительность, скорость, отсутствие каких-либо внутренних моральных запретов.
- Необходимо: Точные сведения о масштабах проблем объекта.

#### 6. Поднять шум на востоке — напасть на западе (聲東擊西пиньинь: shēng dōng jī xī)
Дух неприятеля и его ряды пришли в замешательство.

Вот благоприятный момент для внезапного нападения.
- Задача: Сокрытие направления основного удара, главной цели или истинных интересов.
- Применение: Отвлечение или рассеивание внимания, деконцентрация сил и создание в сознании объекта ложной «картины мира» посредством обманного манёвра, выказывания притворной заинтересованности одним для достижения совершенно другого, запутывания объекта хаотичными и/или быстрыми действиями на различных направлениях, проявления готовности к действиям при неподготовленности и наоборот, «случайного» обнаружения собственной (притворной) слабости или чувств, создания новых трудностей для отвлечения объекта от решения более насущных и реальных проблем.
- Важно: Выдержка (при личном контакте — определённые актёрские данные), иногда скорость и напор, внимание к деталям.
- Необходимо: Хорошее знание положения дел и психологии объекта.

### Стратагемы равных сил (конфликта) (敵戰計)

#### 7. Извлечь нечто из ничего (無中生有пиньинь: wú zhōng shēng yǒu)
Искусство обмана состоит в том, чтобы сначала обмануть, а потом не обманывать.
Когда не-обман кажется обманом — это обман истинный.

Сначала маленький обман, потом большой обман, потом настоящий выпад.
- Задача: Достижение реальных результатов посредством минимальных затрат ресурсов.
- Применение: Типичная тактика психологической войны. Обычные техники включают в себя установление в сознании объекта убеждённости в существовании чего-либо фиктивного, или наоборот, уверенности в ложности чего-либо реального. Например, использование пропаганды для создания образа слабого/сильного врага и получения соответствующего настроя населения и армии. Создание у объекта ложных страхов или необоснованной беспечности для обеспечения его бездействия/активности. Другое более тонкое применение несколько пересекается со стратагемой № 16 и заключается в использовании и усилении уже существующих неверных представлений о реальности, страхов, скоропалительных выводов, стереотипов и предубеждений объекта, когда необходимо лишь подыграть, «для виду» признать их реальность и извлечь соответствующую выгоду, например, получая реальные уступки посредством угрозы давления на несуществующие на деле «слабые точки» объекта. Альтернативное название данной техники — 欺以其方 (пиньинь qī yǐ qí fāng) «Обмануть кого-то с помощью его же образа мыслей». Ещё одно применение: создание фантома для достижения у объекта уверенности, что перед ним именно фантом и последующее превращение данной фикции в реальность, то есть усыпление бдительности. Нередко необходимо провести серию подобных действий, а затем нарушить шаблон.
- Важно: Артистизм, решительность, убедительность, последовательность.
- Необходимо: Хорошее знание реального положения дел и психологии объекта.

#### 8. (Для вида чинить деревянные мостки), втайне выступить в Чэньцан ((明修棧道,) 暗渡陳倉пиньинь: (míng xiū zhàn dào,) àn dù Chéncāng)
Сначала выкажи наступательные действия.
Когда же противник, уверенный в своём превосходстве,
Ничего не предпримет в ответ,

Воспользуйся его пассивностью.
- Задача: При атакующих действиях, получение преимущества над сильным противником и сбережение собственных ресурсов и сил, а также получение синергического эффекта посредством атаки в неожиданном месте или необычными методами.
- Применение: Ради максимального эффекта неожиданности для видимости избирается самое логичное, естественное и очевидное решение задачи с точки зрения противника (например, лобовая атака или переправа в самом узком и мелководном месте реки). Подготовка к осуществлению таких планов вызывает ответные действия противника (концентрация сил и ресурсов в ожидаемом месте атаки). Одновременно проводится подготовка и неожиданная атака в совершенно другом месте и/или в иное время, качественно другими методами или оружием. Главная цель — эффект неожиданности. Типичный пример: Высадка союзников в Нормандии и предшествующие ей действия в районе Кале[5].
- Важно: Тщательная, последовательная и выверенная операция по дезинформации противника.
- Необходимо: Секретность. Внимание к деталям, соответствующая моменту последовательность, логичность всех обманных действий. Хорошее знание психологии и реального положения дел объекта.

#### 9. Наблюдать за огнём с противоположного берега (隔岸觀火пиньинь: gé àn guān huǒ)
Пусть в стане врага назревает разлад и растёт неотступно смута.
Нужно держаться от этого вдалеке и ждать, когда наступит крах.
Взаимные распри и взгляды, полные ненависти,

Верный знак того, что враг сам себя погубит.
- Задача: Получение преимущества за счёт невмешательства в дела объекта, испытывающего различного рода трудности. Ослабление или устранение сразу нескольких соперников или преград чужими руками.
- Применение: Используется для сохранения собственных ресурсов и/или при нежелательности афиширования собственных агрессивных намерений в отношении объекта. В политике типичным проявлением данной тактики является временное соблюдение нейтралитета. Суть стратагемы передаёт китайская поговорка 鷸蚌相爭漁人得利 (пиньинь yù-bàng xiāngzhēng, yúrén dé lì) «Когда баклан схватывается с устрицей, в выигрыше оказывается рыбак». Зачастую агрессивные планы скрываются также под равнодушием или пренебрежением. Альтернативное название стратагемы — 坐山觀虎鬥 (пиньинь zuò shān guān hǔ dòu) «Сидя на горе, наблюдать за схваткой тигров».
- Важно: Эффективность данной тактики может напрямую зависеть от способности субъекта убедить объект и/или собственное окружение в незаинтересованности в его трудностях, а иногда и неспособности оказать ему какую-либо помощь.
- Необходимо: Время и терпение.

#### 10. Скрывать за улыбкой кинжал (笑裡藏刀пиньинь: xiào lǐ cáng dāo)
Добивайся доверия противника и внушай ему спокойствие;
Тогда осуществляй свои скрытые планы.
Подготовив всё, как подобает, нападай без колебаний

И не давай врагу опомниться.
- Задача: Усыпление бдительности объекта для подготовки и проведения внезапного нападения на него.
- Применение: Суть стратагемы в том, что прямое выказывание агрессии или недружелюбных намерений очень редко бывает целесообразным, а устрашение обычно является малоэффективной, энергозатратной и краткосрочной тактикой, более подходящей для временного подчинения слабого противника. При взаимодействии с равным или более сильным соперником, для достижения максимального эффекта внезапности его боеготовность и подозрительность усыпляется дружелюбными действиями, подарками, лестью, уступчивостью, притворной слабостью. После этого используется самый уязвимый момент для нанесения внезапного удара. Альтернативное название стратагемы — 口蜜腹劍 (пиньинь kǒu mì fù jiàn) «Мёд во рту, меч в животе (то есть на душе)».
- Важно: Артистизм, убедительность.
- Необходимо: Отличное чувство меры, знание реального положения дел и психологии объекта.

#### 11. Пожертвовать сливой чтобы спасти персик (李代桃僵пиньинь: lǐ dài táo jiāng)
Если обстановка не позволяет обойтись без потерь.
Нужно пожертвовать слабой позицией,

Чтобы ещё больше укрепить сильную.
- Задача: При неизбежности потерь отдать малое для того, чтобы сохранить большое. Слива засыхает от жучков-короедов, которые, увлёкшись ею, оставляют нетронутым персиковое дерево.
- Применение: В невыгодном проигрышном положении разделить собственные небольшие силы и направить более слабую их часть против более сильной половины мощного противника, и наоборот, выставить более способную часть собственных сил против менее подготовленной части сил противника. Таким образом потеряв малое нередко со временем можно выиграть большое, постепенно истощая противника через его слабые точки. Необходимо выбрать «важнейшее из двух желаемых и наименее накладное из двух последствий». Также данная тактика включает в себя использование чужого флага, имени или подставных лиц, которыми жертвуют по мере необходимости. Малое, которое предстоит потерять, может выражаться не только в материальных или людских ресурсах, но и в принципах, взглядах и морально-этических понятиях. Иногда для общего дела и победы необходимо временно поступиться собственными убеждениями.
- Важно: Чёткое осознание того, что в любом противостоянии потери неизбежны. Правильная оценка рисков (стратагема опытного генерала).
- Необходимо: Хорошее знание реального положения дел объекта и собственной психологии.

#### 12. Увести овцу лёгкой рукой (順手牽羊пиньинь: shùn shǒu qiān yáng)
Даже малейшую слабость
Непременно нужно использовать.
Даже малейшую выгоду
Ни в коем случае нельзя упускать.
Маленькая слабость противника —

Это маленькое преимущество у меня.
- Задача: Для сохранения инициативы в собственных руках использовать любую, даже самую незначительную возможность уязвить противника. Главная цель — общее ослабление противника, а не получение одномоментной выгоды.
- Применение: Данный приём напоминает о правиле конфликта: не следует упускать ни одного удобного случая усилить себя и/или ослабить соперника. Любой недостаток, просчёт или слабость объекта должны использоваться против него. Ни одна благоприятная случайность или стечение обстоятельств не должно проходить впустую. Для осуществления данной стратагемы необходимо выработать определённую установку на постоянный поиск и немедленное использование «на ходу» появляющихся возможностей. Важным предостережением здесь является необходимость всегда верно определять такой удобный момент и реагировать своевременно. В случае ошибки велика вероятность нежелательного усиления объекта (перехвата им инициативы) за счёт ослабления самого субъекта. Невоенное применение включает в себя, например, умелое использование речевых ошибок объекта и других логических уловок в споре.
- Важно: Видение общей картины и перспективы, открытость ко всему. Хорошая реакция, находчивость, изобретательность. (Стратагема искусного генерала)
- Необходимо: Отличное знание реального положения дел объекта.

### Стратагемы атакующего (прямой атаки) (攻戰計)

#### 13. Бить по траве, чтобы вспугнуть змею (打草驚蛇пиньинь: dá cǎo jīng shé)
Удар, нанесённый наудачу,
Позволяет выяснить истинное положение дел.
Обдумай последствия этой пробы —

И приступай к решительным действиям
- Задача: Разведка боем, осуществление чего-либо на первый взгляд бесполезного («бить по траве»), провоцируя ответ противника («вспугнуть змею»). Провокация с целью вынудить объект раскрыть своё местоположение, планы, стратегию и другую информацию, а также мотивация на какие-либо действия или, наоборот, бездействие.
- Применение: Важнейшим элементом решения любой задачи является объективная, своевременная, верная и полная информация об истинном положении вещей. В военном деле перед серьёзным боем, для получения сведений о противнике и его планах иногда целесообразным бывает принудить его к действию прямой, но короткой атакой, а также другими действиями, позволяющими увидеть весь спектр его возможностей. Данная стратагема имеет широкий диапазон применений как в военном, так и в социальном контексте. Провокация, по сути, — создание конфликтной ситуации («акции») для получения какой-либо, нередко чрезмерной, а отсюда и неосторожной, «реакции». Такой «акцией» могут стать угрозы, претензии, необоснованные требования или обвинения, невежливость, нахальство, выказывание гнева, равнодушия или пренебрежения, недовольства, противоречивые неясные заявления, двусмысленные намёки и любые другие действия вызывающие чувство возмущения, гордости, самолюбия, любопытства, гнева, стыда, подозрения, ревности, ненависти, неуверенности, страха, страсти и т. д. Также эффективными могут быть странные, непривычные или неожиданные действия. Обычно правильно осуществлённая провокация вызывает у объекта высказывания или действия, от которых ему следовало бы воздерживаться. Самоуверенная, неверно проведённая провокация может вызвать ещё большую насторожённость и закрытость, а иногда и попытку создания ложной «реакции», то есть вброса дезинформации. Альтернативное название данной стратагемы — 激將計 (пиньинь jī-jiàng jì), уловка «раздразни генерала» или стратагема «подначивания военачальника». Ещё одно толкование этой стратагемы почти полностью соответствует уловке № 26.
- Важно: Чувство меры и обоснованная уверенность в том, что объект не осознаёт, что именно происходит на самом деле. Определённый артистизм. Готовность к конфликту.
- Необходимо: Хорошее знание психологии.

#### 14. Позаимствовать труп, чтобы вернуть душу (借屍還魂пиньинь: jiè shī huán hún)
Когда можешь действовать для себя, не давай себя использовать.
Когда не можешь ничего поделать, старайся чем-нибудь воспользоваться.

Пользуйся тем, кто не может действовать, так, чтобы он служил тебе.
Взять обычай, технологию, метод или даже идеологию, которые были забыты или отвергнуты, чтобы применить их в своих собственных целях. Воскресить нечто из прошлого, придавая ему новое значение, либо вернуть к жизни старые идеи, обычаи, традиции, интерпретируя их под свои задачи.

#### 15. Сманить тигра с горы на равнину (調虎離山пиньинь: diào hǔ lí shān)
Дождись срока, когда противник устанет.

Используй кого-нибудь для того, чтобы заманить его в ловушку.
Никогда не атаковать противника, преимущество которого в его позиции. Вместо этого выманить его с выигрышной позиции, тем самым отделяя от источника силы.

#### 16. Если хочешь что-нибудь поймать, сначала отпусти (欲擒故縱пиньинь: yù qín gù zòng)
Теснимый противник будет ещё сражаться.
Противник, имеющий пути для бегства, сражаться не будет.
Нужно преследовать его, не давая ему передышки,
Но и не тесня его чрезмерно.
Когда силы противника иссякнут,
Его воля сражаться исчезнет.
Когда же вражеская армия рассеется,

Её можно пленить, даже не замочив в крови оружие.
Загнанная в угол добыча предпринимает последнюю отчаянную атаку. Чтобы не допустить этого, надо позволить противнику верить, что у него ещё есть шанс вырваться на свободу. Его воля к победе, таким образом, будет ослаблена желанием воспользоваться возможностью бегства. Когда же, в конце концов, окажется, что свобода была недостижима, его боевой дух будет сломлен, и он сдастся без боя.

#### 17. Бросить кирпич, чтобы получить нефрит (拋磚引玉пиньинь: pāo zhuān yǐn yù)
Обменять одну вещь
На другую того же рода,
Но разной ценности

И получить большую выгоду.
Приманить кого-либо, заставив думать, что он что-либо приобретает, или просто заставить отреагировать на поступок («бросок кирпича») для того, чтобы получить от него нечто ценное взамен («получить нефрит»).
- Пример применения: Во времена династии Тан жили великий поэт именем Чжао Гу(趙嘏) и поэт Чан Цзянь(常建), который был не так велик. Когда Чан Цзянь приехал однажды в Сучжоу, он узнал, что Чжао Гу собирается посетить некий храм в тех краях. Чан Цзянь хотел поучиться у великого поэта, поэтому он направился в храм прежде него и там написал на стене стихотворение, в котором были лишь две строки из четырёх, надеясь, что Чжао Гу увидит его и завершит. Чжао Гу поступил именно так, как предвидел Чан Цзянь.

#### 18. Чтобы поймать разбойников, надо прежде поймать главаря (擒賊擒王пиньинь: qín zéi qín wáng)
Чтобы развязать твёрдый узел,
Отдели сначала главаря,

А потом всё само распустится.
Если армия противника сильна, но верна своему командиру только из-за денег, суеверий или угроз, тогда следует целиться в лидера. Если командир падёт, то остальная армия разбежится или перейдёт на сторону противника. Если, впрочем, они лояльны своему предводителю из других соображений, то армия продолжит сражаться и после его кончины, чтобы отомстить.

### Стратагемы запутывания противника (хаоса) (混戰計)

#### 19. Тайно вытаскивать хворост из-под котла другого (釜底抽薪пиньинь: fǔ dǐ chōu xīn)
Не противодействуй открыто силе врага,

Но ослабляй постепенно его опору.
Если надо что-либо уничтожить — следует уничтожить источник.

#### 20. Ловить рыбу в мутной воде (混水摸魚пиньинь: hún shuǐ mō yú)
Воспользоваться скрытым разладом во вражеском стане.

Извлечь выгоду из его слабости и отсутствия постоянства.
- Задача: Создавай замешательство и путаницу для того, чтобы незаметно двигаться к достижению своей цели.
- Применение: В отличие от тактики № 5 стратагемному воздействию подвергается не сам объект, а его ближайшее окружение; не структура как таковая, а механизм её действия. Создание хаоса, неразберихи, безвластия, бесконтрольности, а также замутнение перспективы и сеяние всякого рода раздора, сомнений, неясности, двусмысленности, туманности и неточности позволяет решать множество вопросов: в ситуации, когда ближайшее окружение превращается в незнакомую неуправляемую среду, становится легко достижимым и малозатратным не только прямое подчинение себе оппонента, но упрощается и решение намного более неявных задач, которые желательно скрывать: навязывание собственных интересов, требований, смыслов и взглядов несговорчивому союзнику, коллеге, клиенту или другу. Данная стратагема включает в себя целый ряд различных вариантов применения от прямого и открытого вмешательства в окружение неприятеля, до, намного чаще, скрытого анонимного разрушения стабильности, стройности или ясности мира объекта, воздействуя на него как физически, так и психологически и эмоционально. Уловка нередко используется в политике, спорах, переговорах и в маркетинге, когда в рекламе, контракте, предвыборных обещаниях двусмысленными фразами или многозначными визуальными ассоциациями у объекта создаётся неверная интерпретация истинных намерений, обязательств, качеств и свойств товара или услуги таким образом, что предъявление претензий в будущем становится бесполезным, так как объект сам приходит к неверным выводам из, в целом, нейтрального послания. Сунь-цзы пишет: 亂而取之,實而備之 (luàn ér qǔ zhī, shí ér bèi zhī) «Покоряй, сея разлад; (если же у противника) всего в достатке — будь начеку».
- Необходимо: Хорошее знание реального положения дел и психологии объекта.

#### 21. Цикада сбрасывает свою золотую кожицу (金蟬脫殼пиньинь: jīn chán tuō kě)
Всегда сохраняй уверенный вид.
Не допускай изъянов в своей позиции.
Так можно не позволить союзнику поддаться страхам

И не дать противнику повода предпринять нападение.
Эта стратагема используется, в основном, для бегства от превосходящего противника. Использующий её должен увлечь противника яркой пустой оболочкой, подобной сброшенной коже цикады, и заставить его думать, что он поймал нечто ценное. Маскируйся. Брось заметное на виду, чтобы без него остаться неузнанным. Притворись, чтобы создать иллюзию и отвлечь ею тех, кто мешает достижению цели.

#### 22. Закрыть дверь, чтобы поймать вора (關門捉賊пиньинь: guān mén zhōu zéi)
Если противник немногочислен,

Окружай его на месте и уничтожай.
Чтобы поймать врага, или вообще нанести ему решающий удар, следует аккуратно планировать. Не торопись действовать. Прежде чем «войти и задать жару», отрежь пути своего противника к отступлению и пути, которыми он может получить помощь извне.

#### 23. Объединиться с дальним врагом, чтобы побить ближнего (遠交近攻пиньинь: yuǎn jiāo jīn gōng)
Когда мы стеснены в позиции и скованы в действиях,
Нужно извлекать выгоду из слабостей противника вблизи

И избегать ведения войны против противника вдали.
- Задача: Ради постепенной экспансии временно дружить с дальним неприятелем и воевать с ближним.
- Применение: Данная тактика нападения идеально подходит для аннексии, расширения, слияний и поглощений, когда при многосторонней конфронтации спонтанно возникают союзы и сталкиваются интересы разных сторон. Стратагема напоминает о нецелесообразности борьбы сразу с несколькими противниками. Всегда предпочтительнее разбить врагов по одному. Вести боевые действия против дальнего противника логистически обременительно и непрактично, а заключение с ним тактического союза обычно несложно, так как спорных моментов, непосредственно затрагивающих обоюдные интересы, зачастую меньше, чем с ближайшим соседом или конкурентом в одной отрасли рынка. «Близость» оппонента может также измеряться степенью насущности и сопряжённости интересов. Объект, находящийся рядом или второй по силе в одной с субъектом области деятельности представляет для него большую угрозу, чем дальний, но сильнейший в чём-либо другом, то есть часто самым опасным соперником является именно близкий союзник, друг или партнёр, имеющий по причине своей близости, самую полную информацию, общие цели и, часто, неразрешённые, «тлеющие» разногласия в прошлом. Временный союз с отдалённым противником заключается посредством умелой игры на внутренних и внешних противоречиях ради разделения иногда более сильных сторон и последующего объединения с одной (или несколькими) из них и изоляции других. По сути, подобный альянс является обходным путём (кит. 迂迴 пиньинь yūhuí) к цели, заключающейся в постепенном уничтожении субъектом всех соперников (各個擊破 пиньинь gègè jīpò «разбить каждого поодиночке»). Такую тактическую дружбу, но стратегическую вражду описывает китайская идиома 同床異夢 (пиньинь tóng chuáng yì mèng) — «в одной постели видеть разные сны», то есть делая то же, что и противник, преследовать иные, зачастую противоположные цели.
- Важно: Помнить о стратегическом, «дальнем» характере стратагемы и не терять выдержки. В идеале иметь как можно меньше явных врагов, стараясь поддерживать видимость мира со всеми. Помнить, что уничтожение всей конкуренции, как отсутствие всякой критики, в конечном счёте губительно.
- Необходимо: Хорошее знание реального положения дел и психологии объектов[6][7][8][9][10].

#### 24. Объявить, что только собираешься пройти сквозь государство Го, и захватить его (假道伐虢пиньинь: jiǎ dào fá Guó)
Кто-то слабый зажат между двумя сильными врагами.
Противник угрожает подчинить его себе.

Я же под предлогом помощи слабому укрепляю свои позиции.
Одолжи ресурсы у союзника, чтобы атаковать общего противника. Когда же тот будет повержен, первым делом используй эти ресурсы против того, кто их одолжил.

### Стратагемы достижения преимущества (並戰計)

#### 25. Украсть балки и заменить их гнилыми подпорками (偷梁換柱пиньинь: tōu liáng huàn zhù)
Вынуждать противника постоянно менять своё построение.
Пользоваться беспорядком в его рядах, чтобы истощить его силы
Дождаться, пока он потерпит поражение

И самому стать победителем.
- Задача: Скрытно изменить суть происходящего, не касаясь внешних признаков.
- Применение: Стратагема имеет множество назначений в различных областях. Главная идея — тайно изменить внутреннее содержание, не касаясь внешней формы, или подспудно использовать внешнюю форму для прикрытия неблаговидного нутра. Военное применение: Сначала молниеносно ударить по самым боеспособным соединениям противника, вывести из строя костяк войска перед основной битвой. А также внесение разными способами хаоса и сумятицы во вражеский стан, как прямыми силовыми действиями, так и различными обманными манёврами, рассеивание или деморализация армии противника. Устранение и/или замена ключевых фигур противника. В маркетинге: недобросовестная реклама, использующая образы, создающие иллюзию высокого качества товара, как в поговорке 掛羊頭賣狗肉 (пиньинь guà yángtóu mài gǒuròu) «Вывесить на витрину баранью голову, а продавать собачатину». В юриспруденции: использование лазеек в недоработанном законодательстве, формально следуя «букве» закона, но не его духу (формализм). В торговле: продажа контрафакта под маркой известного производителя. В политике и идейных спорах: вкладывать подходящее субъекту в данный момент содержание в общеизвестные понятия, а также оперировать «фактами», которые трудно или невозможно перепроверить.
- Важно: Отвлечь внимание объекта на форму, внешние признаки.
- Необходимо: Хорошее знание реального положения дел и психологии объекта.

#### 26. Указывая на тутовое дерево, ругать акацию (指桑罵槐пиньинь: zhǐ sāng mà huái)
Начальник, желающий укротить подчинённого,
Должен прежде внушить ему глубокий страх,

Чтобы тот служил предупреждением.
- Задача: Косвенно воздействовать на одного через прямое воздействие на другого.
- Применение: Так называемая информационная стратагема. Главная задача — передача необходимого послания косвенным образом, намёком или отвлечённым примером. Нежелательность прямого воздействия может быть обусловлена высоким положением адресата, стремлением избежать уязвления его самолюбия, неэффективностью прямой критики самоуверенного человека, а также внешними условиями. Часто стратагема используется для устрашения собственных людей, когда через примерное наказание одного достигается нужный настрой остальных. Однако, такие действия могут стать контрпродуктивными, если большинство испытывало страх и ранее. Альтернативное название стратагемы — 殺雞儆猴 (пиньинь shā jī jǐng hóu) «Убить курицу, для того чтобы предупредить обезьяну». Ещё одно применение: субъект воздействует не на скрытого адресата стратагемы («обезьяну»), а исключительно на третьих лиц.
- Важно: Чувство меры и ясное осознание собственных мотивов и целей.
- Необходимо: Отличное знание реального положения дел и психологии объекта.

#### 27. Прикидываться безумным, сохраняя рассудок (假癡不癲пиньинь: jiǎ chī bù diān)
Лучше делать вид, что ничего не знаешь и не хочешь ничего делать,
Чем делать вид, что владеешь знанием, и действовать безрассудно.

Тот, кто пребывает в покое, не раскрывает своих планов.
- Задача: Преуменьшить свои силы или потенциал в глазах противника.
- Применение: Тактика последовательного умаления собственных достоинств, потенциала или боеспособности может быть особенно действенной в положении более слабого, когда до поры необходимо нивелировать собственное «Я» и не привлекать внимания к своим сильным сторонам, проявляя притворную незаинтересованность или невежество. К данной стратагеме относится также сокрытие «формы», то есть всесторонние действия по дезинформации противника о собственной силе, компетенции, а также бездействие, ложное проявление слабости, страха и растерянности. «Формой» могут быть собственные интересы, увлечения, предпочтения, задачи и цели, которые и необходимо скрывать. Бесформенность не даёт противнику возможности подготовиться к эффективному нападению и позволяет легко перехватить инициативу. Идеальная дезинформация — замена истинных целей на ложные, так как всегда предпочтительнее не только что-либо скрыть, но и предоставить взамен другую «форму» («пищу для размышления»), таким образом отвлекая ресурсы объекта. Также, в социальном контексте, притворное невежество или невнимательность нередко помогает избежать конфликтов.
- Важно: Чувство меры и момента, артистизм.
- Необходимо: Хорошее знание реального положения дел и психологии объекта.

#### 28. Заманить на крышу и убрать лестницу (上屋抽梯пиньинь: shàng wū chōu tī)
Обмануть собственных воинов, обещав им лёгкую победу.
Толкать их вперёд, отрезав им пути к отступлению

И сделать их пленниками местности смерти.
- Задача: Заманить объект в ловушку и отсечь пути и/или средства к отступлению.
- Применение: Воспользовавшись известными слабостями объекта, заманить его в ловушку. Так называемая стратагема риска или тупика — 險計 (пиньинь xiǎn jì), к которой обычно прибегают лишь в крайних случаях. Особенность данной тактики заключается в том, что её объектом часто становятся собственные люди. В сложной ситуации иногда целесообразно наглядно показать человеку, что у него не осталось другого выхода, кроме как начать решать проблему всеми доступными способами. Объектом уловки могут быть несговорчивые, неуверенные в себе, трусливые, ленивые, колеблющиеся люди. Поговорка: 狗急跳牆 (пиньинь gǒu-jí tiào qiáng) «Загнанная в угол собака перепрыгнет через стену». Именно поэтому сфера применения данной стратагемы к неприятелю ограничена, так как следует избегать того, чтобы ставить противника в отчаянное положение, когда он готов на всё ради выживания. Однако, даже в отношении собственных сил данная тактика требует осторожности, опасность не должна быть смертельной или неоправданно высокой. Другая невоенная интерпретация: используя слабость объекта, заинтересовать его чем-либо (например, кредитом) и вынудить его сделать что-либо нежелательное для себя (согласиться на невыгодные условия).
- Важно: Чувство меры и момента (стратагема опытного генерала).
- Необходимо: Хорошее знание реального положения дел и психологии объекта.

#### 29. Украсить сухие деревья искусственными цветами (樹上開花пиньинь: shù shàng kāi huā)
Привлечь к себе несколько отрядов союзника:

Небольшая сила может принести большой результат.
- Задача: Скрыть собственную слабость, недостатки, просчёты или некомпетентность посредством приукрашивания реальности. Изобразить мнимое цветение с помощью визуального муляжа или риторики.
- Применение: Стратагема «призрачного цветения», «потёмкинских деревень» или «подновлённого фасада». Как и тактика «извлечь нечто из ничего» — это типичная техника информационной войны. Уловка строится на свойственной человеческой психологии вере в увиденное собственными глазами. На передний план выдвигается показная, приукрашенная «альтернативная» реальность. Использование в трудном положении чужого авторитета для придания себе веса, переименование неудачного проекта, напускной оптимизм или выгодная интерпретация событий, например, с помощью пропаганды и PR также являются составной частью этой тактики. В маркетинге проявлениями данного приёма являются ребрендинг, рестайлинг, редизайн и ренейминг. В военном деле стратагема используется для дезинформации противника о собственных силах и ресурсах посредством парадов, камуфляжа, маскировки, особенностей ландшафта, погоды, а также для поднятия духа своих войск в неблагоприятно развивающейся обстановке. Другое применение — «творческое» использование статистических данных в собственных интересах. В торговле, различные действия по улучшению внешних свойств, веса и объёма товара для его быстрой продажи.
- Важно: Помнить, что данная уловка — чаще лишь краткосрочная тактика для решения текущих задач. Умеренная, но достаточная сила и достоверность воздействия, а также верно выбранный момент.
- Необходимо: Хорошее знание реального положения дел и психологии объекта.

#### 30. Превратить роль гостя в роль хозяина (反客為主пиньинь: fǎn kè wéi zhǔ)
Нащупывать вход и продвигаться вперёд,

Пока не достигнешь главенства.
- Задача: Перехват инициативы, изменение расстановки сил в пользу субъекта.
- Применение: Постепенное продвижение от положения «гостя» (слабого) к положению «хозяина» (сильного). Притворный «гость» некоторое время играет по правилам, подготавливая одновременно почву для атаки, набирая силу и ослабляя «хозяина». Роль более слабого, «гостя», заключает в себе преимущество: цели субъекта по перехвату инициативы до поры остаются неизвестными, а поведение вежливого «гостя» усыпляет бдительность и делает объект самоуверенным. Другое применение, наоборот, заключается в резком перехвате инициативы, используя удобный момент и эффект неожиданности. Например, союзники, пришедшие на помощь в конфликте, превращающиеся в хозяев положения, диктующих свои условия. Ещё одно применение состоит в эксплуатировании статуса «гостя» и воспитанности «хозяина» для достижения собственных целей, то есть постановка и/или использование такого положения более сильного объекта, когда по причине законов, правил, общественных ожиданий он вынужден делать что-либо в ущерб собственным интересам.
- Важно: Как можно дольше сохранять в тайне от объекта свои истинные намерения.
- Необходимо: Хорошее знание реального положения дел и психологии объекта.

### Стратагемы безвыходных ситуаций (敗戰計)

#### 31. Стратагема красотки (美人計пиньинь: měi rén jì)
Если войско могучее, нападай на его командира.
Если командир мудр, воздействуй на его чувства.

Когда его воинский дух ослабнет, сила войска растает сама.
- Задача: В трудном положении, когда противник силён, целеустремлён, решителен и собран, воздействовать на него через чувства, в особенности через секс, таким образом притупляя его бдительность, расхолаживая, рассеивая концентрацию и снижая рациональную составляющую его решений и действий.
- Применение: Послать к противнику прекрасную женщину, чтобы вызвать раздоры в его лагере. Эта стратегия может работать сразу на трёх уровнях: во-первых, сам правитель может быть так очарован, что пренебрежёт своим долгом и ослабит бдительность; во-вторых, остальные мужчины в лагере могут стать агрессивнее, что обнажит противоречия, помешает им действовать сообща и подорвёт боевой дух; в-третьих, женщины, побуждаемые ревностью и завистью, начнут плести интриги, что только обострит и усложнит ситуацию. Идея данной тактики восходит к даосской философской мысли, выраженной в китайских классических произведениях, от Дао Дэ Цзин (Лао-цзы) до романа «Троецарствие», гласящей, что «мягкое одолеет твёрдое» (以柔克剛 пиньинь: yǐ róu kè gāng или 柔能制剛 пиньинь: róu néng zhì gāng). Этот же принцип (использования слабостей противника против него и мягкости в подходе) заложен в основу философии борьбы дзюдзюцу и дзюдо. Стратагемное мышление предполагает большую гибкость, особенно в случае сильного положения противника. Одним из элементов такого гибкого подхода является использование и воздействие на слабости объекта, вместо прямой конфронтации с ним. Секс — одна из первичных потребностей человека и, таким образом, — мощнейший инструмент влияния. Дословный перевод названия стратагемы — «уловка „красивый человек“», следовательно она не ограничивается применением лишь женской красоты. В различных конфигурациях, противником может быть и женщина или же необходимое преимущество можно получить через выход на жену военачальника с помощью привлекательного мужчины. Предварительно необходимо чётко и правильно понимать, какого типа слабость может заинтересовать конкретного оппонента. Кроме красивых людей, такими слабыми пунктами могут быть алкоголь, азартные игры или комбинация всех или нескольких позиций. Подобные «дары» обычно благосклонно и некритично принимаются именно ввиду их желанности, редкости или малодоступности. Данная тактика отличается от прямого подкупа или взятки тем, что главную цель (обессиливание противника) необходимо держать в секрете, а прямые финансовые вливания или передача других ресурсов только усиливают оппонента. Сильной стороной приёма можно считать и его относительную безобидность в глазах «жертвы» даже в случае раскрытия уловки. «Красавицу» можно задействовать как открыто, познакомив объект с ней, так и скрытно подстроив «случайную» встречу. Подобным образом можно ослаблять силу воли противника «честно» проигрывая азартному игроку или «случайно» делая доступными алкоголь или наркотики для того, у кого имеется такая предрасположенность. «Красавица» может быть как инструментом в руках третьего лица, так и независимым проводником собственной хитрости или превращаться из одного в другое со временем. Обычно эта тактика не является стратегически решающей, выполняя лишь вспомогательные функции. Вне военного дела, шпионажа («медовая ловушка») и политики приём широко применяется в бизнесе (на переговорах, в продажах и связях с общественностью). Использование сексуальных образов для привлечения внимания к любому товару или услуге в рекламе — широко распространённая практика. Другое образное китайское описание данной стратагемы — «снаряд в сахарной оболочке» (糖衣炮彈 пиньинь: táng yī pào dàn).

- Важно: Своевременность и правильный выбор «ловушки». Помнить, что решающим фактором успеха данной тактики является не сила внешнего воздействия, а внутренняя слабина объекта, его предпочтения и готовность поддаться соблазну в данный момент.
- Необходимо: Отличное знание реального положения дел, психологии и вкусов объекта.

#### 32. Стратагема открытых городских ворот («Пустой город») (空城計пиньинь: kōng chéng jì)
Если пусто у самого —
Сотвори ещё большую пустоту.
Пусть из собственной трудности у противника

Появится ещё большая трудность.
- Задача: При трудном или безвыходном положении вселить неуверенность в сильного объекта, заставить его сомневаться в реальности трудностей субъекта. Разыграть «засаду» или преувеличить опасность. Стратагема игры ва-банк ради затяжки времени.
- Применение: Оборонительная «психологическая» уловка сеяния сомнений, неуверенности и опасений в на вид (и в реальности) выгодном для противника положении дел. Техника блефа, которую с одним и тем же объектом чаще всего можно применить лишь единожды. Используется как последнее прибежище, так как заключает в себе немалые риски. Применяется лишь к умному, думающему и осторожному оппоненту. Название стратагемы связано с историей, описанной в романе «Троецарствие»:[11] Находясь в безвыходном положении, оказавшись всего с горсткой бойцов в небольшом городке известный генерал-стратег Чжугэ Лян идёт на риск: приказывает открыть нараспашку ворота, убрать всякую охрану, снять знамёна и остаётся, в одеянии монаха и с благовониями, один на городской стене дожидаться многотысячной армии противника. Подойдя к городу, вражеский генерал не решается атаковать внешне совершенно незащищённый город и, сбитый с толку, поворачивает вспять, опасаясь коварной уловки со стороны хорошо знакомого ему Чжугэ Ляна. При осуществлении подобной хитрости обязательно учитывается образ мыслей и «картина мира» противника, его знания и мнение о субъекте. Оппоненту позволяют увидеть почти всю правду о положении дел, но подводят его к неверным выводам, например, с помощью распространения слухов о «скрытой» силе субъекта или другой дезинформации. Большую роль играет создаваемая или уже устоявшаяся репутация субъекта как способного на большее, а также его показная уверенность и хладнокровие. Усилить эффект может демонстративное, нелогичное, нецелесообразное, двусмысленное или неожиданное поведение. Главная цель — заставить противника усомниться в исходе конфликта, собственных силах и слабости субъекта. Китайское изречение, основанное на шестой главе трактата об Искусстве войны гласит: «Там, где кажется пусто, пусть будет полно; а там где кажется полно, пусть будет пусто» (虛則實之,實則虛之). Другое применение данной тактики, в основном в социальном контексте, выражается во внешнем полном согласии с нежелательными требованиями или неудобными просьбами объекта и одновременном «невзначай» и «между прочим» сообщении ему о каком-либо (реальном, преувеличенном или ложном) условии, опасности, особенности или трудности в осуществлении требуемого, на которые тот заведомо не сможет пойти. Одновременно, так же «невзначай», могут быть представлены доказательства, подтверждающие «истинность» сообщения субъекта.
- Важно: Хладнокровие, выдержка, артистизм. Стратагема опытного генерала.
- Необходимо: Отличное знание психологии и реального положения дел объекта.[12][13][14][15]

#### 33. Стратагема сеяния раздора («Возвращённый шпион») (反間計пиньинь: fǎn jiàn jì)
От одной ловушки проистекает другая ловушка.
Подорвать способность противника сражаться, тайно посеяв раздор между ним и его друзьями, союзниками, советниками, семьёй, солдатами, командирами или вообще всеми подданными. Пока он занят улаживанием внутренних разногласий, ему гораздо сложней атаковать и защищаться. «Возвратить шпиона» означает воспользоваться шпионом, засланным противником, чтобы отплатить ему той же монетой.

#### 34. Стратагема нанесения самому себе увечья (苦肉計пиньинь: kǔ ròu jì)
Никогда и никто не хочет нанести себе рану.
Если кто-то поранился — значит здесь нет подвоха.
Если ложь кажется настолько правдивой, что правда кажется ложью,

Хитрость удалась.
Притворившись раненым, получаешь два возможных преимущества: во-первых, враг успокаивается и снижает бдительность, поскольку больше не видит в тебе серьёзной угрозы; во-вторых, можно подольститься к врагу, сделав вид, что рана нанесена третьим обоюдным противником.

#### 35. Стратагема «цепи уловок» (連環計пиньинь: lián huán jì)
Если войско противника слишком многочисленно
И противостоять ему открыто нет возможности,
Нужно заставить его связать самого себя

И так погубить свои силы.
В важных случаях следует применять несколько стратагем совместно одну за другой, как бы составляя их в цепочку. Пусть различные планы работают в одной общей схеме. Следует помнить, что провал одной из стратегий может разорвать цепь, и тогда общая схема также провалится.

#### 36. Бегство — лучшая стратагема (走為上計пиньинь: zǒu wéi shàng jì)
Сохранять свои силы, избегая открытого противостояния.
Если становится очевидно, что выбранный курс ведёт к поражению, следует отступить и перегруппироваться. Когда проигрываешь, остаётся только три варианта выбора: сдаться, добиться компромисса или сбежать. Первое — это полное поражение, второе — поражение наполовину, и только бегство поражением не является. До тех пор, пока ты не разбит, у тебя ещё остаётся шанс.
Все 36 стратагем являются особым типом фразеологизмов китайского языка: чэнъюй (成語). За каждой такой фразой стоит не одна занимательная история и множество исторических примеров применения, большую часть которых можно отнести к периоду Сражающихся царств (475—221 годы до н. э.) и к эпохе Троецарствия (220—280 годы), когда китайская военная и дипломатическая мысль переживала небывалый до этого расцвет. Одним из самых богатых на описание случаев применения стратагем является классический роман XIV века «Троецарствие». Современные образованные китайцы хорошо знакомы с большинством из этих исторических анекдотов и нередко используют данные устойчивые обороты в своей речи и письме. По сути, название каждой стратагемы является лишь краткой отсылкой к определённой тактике поведения.
36 стратагем упоминаются в китайской поговорке: 三十六計，走為上策 (пиньинь sānshí liù jì, zǒu wèi shàng cè) — «Из тридцати шести стратагем, ретироваться — самый лучший план».
Сама фраза «Тридцать шесть стратагем» стала устойчивым выражением. Однако, в современном китайском языке и реальной жизни имеется куда большее количество непрямых приёмов достижения преимущества и извлечения выгоды. Многие из них либо близки по своей сути, либо дополняют основные тридцать шесть техник. Данный трактат является лишь отправной точкой, попыткой систематизации стратагемного мышления.

## Стратагемность
Стратагемность — тактическое искусство и, как таковое, является лишь составной, но важной частью стратегии. Искусный тактик необязательно хороший стратег, видящий картину целиком и на долгую перспективу. Стратегия — долгосрочный план, общее видение и совокупность тактических ходов, предполагающая бо́льшую гибкость и приспосабливаемость. Стратагема — манёвр, тактический ход, применяемый для получения обычно более сиюминутного, осязаемого и менее масштабного результата, в отличие от тактики, всегда содержащий в себе некую хитрость или обман. Важной особенностью стратагемы является просчитываемость ситуации, реакции объекта и результата, то есть мышление на несколько ходов вперёд.
Стратагемность мышления близка к понятию «игра» в психологии. Их роднят две основные характеристики: 1) скрытые мотивы действий; 2) наличие выигрыша. Стратагемная тактика лежит в основе игр вэйци (го), шахмат, является составной частью таких видов восточных боевых искусств, как например кэмпо, кэндо, ушу, каратэ, айкидо, таэквондо.
Первым условием для успешного проведения в жизнь любого плана является отличное знание самого себя, собственных преимуществ и ограничений, окружающей обстановки. Вторым, но также непреложным законом является необходимость максимально полного понимания образа мыслей и положения противника. В третьей главе своего трактата Сунь-Цзы пишет: «Если знаешь его и знаешь себя, сражайся хоть сто раз, не познаешь горечи поражения» (知己知彼，百戰不貽).
Стратагемность мышления относится к характерным особенностям китайской цивилизации, является достижением её философской и политической мысли.
В Китае стратагемное мышление стало неотъемлемой чертой национального склада ума и присутствует не только в военном деле, но и в быту, в семье и в бизнесе. В китайской традиционной культуре нет морального запрета на применение хитрости к другому человеку. Стратагемы этически нейтральны и их применение к людям не зазорно. Стратагемность мышления приветствуется и рассматривается как проявление интеллекта. Примером может служить первая стратагема «Обмануть императора, чтобы он переплыл море», где подчинённые обманывают императора Тай Цзуна (626—649) во время военных действий ради достижения победы над врагом. Император боится моря и не соглашается на необходимую переправу. Тогда его обманом заманивают на корабль, выдавая его за гостиницу для отдыха. Когда корабль отплывает далеко от берега, обман раскрывается, но император принимает случившееся как должное и благодарит подчинённых за гибкость мышления.
Тем не менее, структурированное изучение стратагем — явление относительно новое для Китая. Несмотря на общеизвестность и популярность отдельных стратагем, знание всех 36 тактик и их чёткое толкование — удел специалистов по стратегии.

## Мораль и стратагемность
Собрание тридцати шести стратагем вышло из богатейшей военной традиции Китая. На протяжении нескольких тысячелетий большой опыт войн и конфликтов обрабатывался и осмыслялся, что привело к появлению нескольких трактатов, собраний закономерностей, правил и особенностей ведения военных действий. Самым значительным трудом среди подобного рода литературы можно назвать «Искусство войны» Сунь-цзы. В первой главе своего трактата Сунь-цзы пишет: «Война — это путь обмана» («兵者詭道也。»).
До появления христианства и, позднее, рыцарства, населявшие запад Европы народы так же, как и китайцы, редко рассматривали моральный аспект ведения войны в отношении неприятеля как значимый элемент стратегии. Во многом романтизированная, рыцарская традиция сводится к нечастым случаям великодушия, проявляемого более сильной стороной к более слабой. На востоке Европы, в частности в Византии, военная хитрость была обыденным и широко распространённым явлением. Хадис, приписываемый пророку Мухаммаду, вторя Сунь-цзы, так же гласит — «Война — это уловки» (араб. الحرب خدع‎, al-harb khuda’un). Таким образом, и мировой опыт, и китайская практика указывают на то, что стратагемность — неотъемлемая часть военного дела. В конечном счёте, основной целью ведения военных действий является достижение результата, а более конкретно — выживание народа или группы людей.
Военная хитрость рассматривалась китайцами, в первую очередь, как способ избежания больших потерь людских и материальных ресурсов. Успешное применение уловки представлялось несомненным благом для народа и государства, а талантливый стратег-генерал имел все основания и санкции для осуществления любого коварства ради победы.
Острая нехватка земли и других ресурсов, враждебное окружение, постоянные войны, природные катаклизмы, сложная социальная иерархия в населённой стране с коллективистской моделью общества и ежедневная необходимость задумываться о вопросах выживания за несколько тысяч лет сформировали в китайской картине мира восприятие жизни как войны и войны как модели жизни. Китайская традиционная культура испытала минимальное влияние монотеистических религий с их учениями о любви к ближнему, альтруизме и других идеалах.
Несмотря на то, что в современном Китае условия жизни заметно улучшились, стратагемность остаётся важной частью культуры общественных отношений, так как вопросы личного успеха и процветания занимают умы людей в наши дни не менее, чем вопросы выживания интересовали их далёких предков.
Китайское отношение к хитрости и обману в межличностных отношениях отнюдь не тождественно моральному релятивизму и вседозволенности. Использование стратагемной тактики в низких и недостойных целях осуждалось конфуцианскими учёными ещё в древнем Китае. За пять тысячелетий своей истории китайская культура выработала надёжный набор социальных ритуалов, этических норм и механизмов противодействия антиобщественному поведению. Более того, стратагемы сами являются одним из таких регулирующих инструментов.
Хорошей иллюстрацией положительного с китайской традиционной точки зрения использования стратагем в социальном контексте может служить понятие «лица» и необходимость постоянного его «сохранения». Авторы китайских изданий по стратагемам часто вспоминают об этой стороне применения уловок. В общении нередко возникают ситуации, когда необходимо осуществить что-либо, неизбежно затрагивающее интересы или чувство собственного достоинства другого человека, что культурологически почти всегда рассматривается отрицательно. Стратагемы помогают, например, донести до учителя, клиента, делового партнёра или начальника на работе необходимую для общего дела критику или скорректировать в нужном ключе его поведение, не затронув достоинства и не принизив статуса человека. Таким образом, китайцы часто пользуются подобной «ложью во спасение» ради сохранения внешнего «декора», что носителями западных ценностей иногда может восприниматься как прямой обман, тормозящий прогресс.
Многие исследователи отмечают, что важнейшими элементами китайского подхода к стратегии, во многом в отличие от подхода западного, являются принципы непрямых действий, ненасилия и избегания конфликтов, когда прилагаются все усилия для разрешения любой ситуации мирным путём и извлечения выгоды обеими сторонами, даже тогда, когда одна из них остаётся проигравшей.

## Интересные факты
- В Древней Индии аналог стратагем был изложен в трактате «Панчатантра»[26].
- Девизом стратагемности могут быть слова Сунь Цзы в главе 11 «Искусства войны»: «是故始如處女，敵人開戶；後如脫兔，敵不及拒。» «Сначала будь как невинная девушка — и противник откроет свою дверь. Потом же будь как вырвавшийся заяц — и противник не успеет принять мер к защите»[27].
- Швейцарский протестантский священник У. Маух написал книгу «Хитроумный Иисус», в которой показал на примерах из Библии, как Иисус использовал все 36 стратагем в своей миссионерской деятельности[28].
- 24 января отмечается как день стратагем[29].
- Только на китайском языке Google выдаёт 1890000 ссылок на запрос «36 стратагем» (фраза полностью). О популярности стратагем в Китае, Сянгане, на Тайване, в Южной Корее, Сингапуре, Малайзии, Японии и Вьетнаме говорят тиражи и количество новых названий книг, комиксов и статей, издаваемых ежегодно. Издаются книги под такими названиями как: «36 стратагем торговли», «Мао Цзэдун и 36 стратагем», «36 стратагем для молодёжи», «36 стратагем для чиновников» и т. п.[30] «36 стратагем» стали своеобразным брендом, хорошо продающим разнообразную продукцию и вызывающим только положительные ассоциации с успехом, мудростью, предприимчивостью и смекалкой. Например, в 2004 году хитом стала песня тайваньской исполнительницы Цай И-линь (蔡依林) «36 стратагем любви» (愛情三十六計)[31]. На русском языке пока не так много публикаций на данную тему, в последние годы изданы книги «36 стратагем для менеджеров»[32] и «Новые 36 стратагем. Формулы успеха»[33].
- К истории взаимоотношений Российского государства и Империи Цин в XVII веке относится документ, именуемый (китайской стороной) как «Стратагемные планы усмирения русских»[34].